# Liste von Freizeitparks
Die Liste von Freizeitparks soll eine Übersicht über Freizeitparks weltweit geben; sie ist nicht vollständig und wird fortlaufend erweitert.

## Europa

### Deutschland

#### Baden-Württemberg
| Name                                      | Stadt                 | Eröffnet  | Bild | Bemerkung                               |
| ----------------------------------------- | --------------------- | --------- | ---- | --------------------------------------- |
| Wild- und Freizeitpark Allensbach         | Allensbach            | 1975      |      |                                         |
| Erlebnispark Tripsdrill                   | Cleebronn             | 1929      |      |                                         |
| Barfußpark Dornstetten                    | Dornstetten           | ?         |      |                                         |
| Freizeitpark Rotfelden                    | Rotfelden (Ebhausen)  | 2017      |      | Ehemals Kamelhof Rotfelden (2002–2013)  |
| Freizeitpark Hardt                        | Hardt                 | ?         |      |                                         |
| Märchenparadies Königstuhl                | Heidelberg-Königstuhl | 1972      |      |                                         |
| Schwabenpark                              | Kaisersbach           | 1972      |      |                                         |
| Funny-World                               | Kappel-Grafenhausen   | 1999      |      |                                         |
| Tatzmania                                 | Löffingen             | 2018      |      | Vorher Schwarzwaldpark Löffingen (1969) |
| Märchengarten im Blühenden Barock         | Ludwigsburg           | 1959      |      | [ 4 ]                                   |
| Mini Mundus Bodensee                      | Meckenbeuren-Liebenau | 2005–2012 |      | Seit 2012 geschlossen                   |
| Ravensburger Spieleland                   | Meckenbeuren-Liebenau | 1998      |      |                                         |
| Steinwasen-Park                           | Oberried              | 1974      |      |                                         |
| Europa-Park                               | Rust                  | 1975      |      |                                         |
| Weidepark                                 | Schopfheim-Gersbach   | 2003      |      |                                         |
| Freizeitpark Traumland auf der Bärenhöhle | Sonnenbühl            | 1974      |      |                                         |
| Erfahrungsfeld der Sinne Eins+Alles       | Welzheim              | ?         |      |                                         |

#### Bayern
| Name                       | Stadt                  | Eröffnet  | Bild | Bemerkung    |
| -------------------------- | ---------------------- | --------- | ---- | ------------ |
| Skyline Park               | Bad Wörishofen         | 1999      |      |              |
| Fred Rai Western-City      | Dasing                 | ?         |      | Geschlossen? |
| Jimmys Funpark             | Dasing                 | ?         |      |              |
| Pullman City               | Eging am See           | ?         |      |              |
| Freizeit-Land Geiselwind   | Geiselwind             | 1969      |      |              |
| Hot Gun Town               | Grafrath               | 1971–1973 |      |              |
| Bavaria Filmstadt          | Grünwald-Geiselgasteig | ?         |      |              |
| Legoland Deutschland       | Günzburg               | 2002      |      |              |
| Erlebnispark Schloss Thurn | Heroldsbach            | 1975      |      |              |
| Churpfalzpark Loifling     | Loifling               | 1971      |      |              |
| Märchen- und Erlebnispark  | Marquartstein          | ?         |      |              |
| Fränkisches Wunderland     | Plech                  | 1967–2013 |      |              |
| No Name City               | Poing,                 | 1987–1995 |      |              |
| Monsterpark Rattelsdorf    | Rattelsdorf            | ?         |      |              |
| Bayern-Park                | Reisbach               | 1985      |      |              |
| Freizeitpark Ruhpolding    | Ruhpolding             | 1967      |      |              |
| Erlebnispark Voglsam       | Schönau (Königssee)    | 1997      |      |              |
| Märchenwald im Isartal     | Wolfratshausen         | ?         |      |              |
| Playmobil FunPark          | Zirndorf               | 1991      |      |              |

#### Berlin
| Name             | Stadt            | Eröffnet  | Bild | Bemerkung |
| ---------------- | ---------------- | --------- | ---- | --------- |
| Spreepark Berlin | Treptow-Köpenick | 1969–2001 |      |           |

#### Brandenburg
- Germendorf, Tier-, Freizeit- und Saurierpark Germendorf
- Halbe, Tropical Islands
- Potsdam, AbenteuerPark Potsdam[11]
- Potsdam-Babelsberg, Filmpark Babelsberg
- Storkow (Mark), MitMachPark Irrlandia[12]
- Templin, El Dorado Templin
- Wustermark-Elstal, Karls Erlebnis-Dorf Elstal

#### Bremen
- Bremen-Häfen, Space Center, Februar bis September 2004, seit 12. September 2008 Wiedereröffnung als Waterfront Bremen mit geändertem Konzept und stellt heute nur noch eine Einkaufsmeile dar.

#### Hessen
| Name                             | Stadt                    | Eröffnet | Bild | Bemerkung |
| -------------------------------- | ------------------------ | -------- | ---- | --------- |
| Grünes Meer (Laubach)            | Laubach                  |          |      |           |
| Taunus Wunderland                | Schlangenbad             | 1966     |      |           |
| Erlebnispark Steinau             | Steinau an der Straße    | 1994     |      |           |
| Freizeitpark Lochmühle           | Wehrheim                 | 1970     |      |           |
| Wild- und Freizeitpark Willingen | Willingen                |          |      |           |
| Erlebnispark Ziegenhagen         | Witzenhausen-Ziegenhagen | 1964     |      |           |

#### Mecklenburg-Vorpommern
- Bargeshagen bei Rostock, Pandino Kinderspielwelt[14]
- Gingst, Rügenpark
- Glowe, Dinosaurierland Rügen
- Koserow auf Usedom, Karls Erlebnis-Dorf Koserow
- Linstow, Van der Valk-Resort mit Kindererlebniswelt[15]
- Rövershagen bei Rostock, Karls Erlebnis-Dorf Rövershagen
- Stralsund, HanseDom[16]
- Torgelow, Ukranenland
- Trassenheide, Usedom Park – Kinderland Trassenheide[17]
- Warnemünde, Karls Erlebnis-Dorf Warnemünde
- Zirkow auf Rügen, Karls Erlebnis-Dorf Zirkow
- Karnitz (Ortsteil von Garz), Abenteuerland Rügen[18], seit 2010 geschlossen[19]

#### Niedersachsen
| Name                                 | Stadt                             | Eröffnet | Bild | Bemerkung             |
| ------------------------------------ | --------------------------------- | -------- | ---- | --------------------- |
| Märchenwald Bad Harzburg             | Bad Harzburg                      |          |      |                       |
| Wild- und Freizeitpark Ostrittrum    | Dötlingen-Ostrittrum              |          |      |                       |
| Tier- und Freizeitpark Thüle         | Friesoythe, Thülsfelder Talsperre |          |      |                       |
| Ferienzentrum Schloss Dankern        | Haren (Ems)                       | 1971     |      | [ 21 ]                |
| Serengeti-Park                       | Hodenhagen                        |          |      |                       |
| Jaderpark                            | Jaderberg                         | 1950     |      |                       |
| Wildpark Müden                       | Müden (Örtze)                     |          |      |                       |
| Dinosaurier-Park Münchehagen         | Münchehagen                       |          |      |                       |
| Erlebniswelt steinzeichen            | Rinteln-Steinbergen               |          |      | Seit 2016 geschlossen |
| Rasti-Land                           | Salzhemmendorf                    | 1973     |      |                       |
| Heide Park Resort                    | Soltau                            | 1978     |      |                       |
| Familienpark Sottrum                 | Sottrum (Holle)                   |          |      |                       |
| Erse Park                            | Uetze                             | 1976     |      |                       |
| Magic Park Verden                    | Verden                            | 1971     |      |                       |
| Weltvogelpark Walsrode               | Walsrode                          |          |      |                       |
| Störtebeker Park                     | Wilhelmshaven                     |          |      |                       |
| Spielpark Wingst                     | Wingst                            |          |      |                       |
| Allerpark                            | Wolfsburg                         |          |      |                       |
| Autostadt                            | Wolfsburg                         |          |      |                       |
| phaeno – Die Experimentierlandschaft | Wolfsburg                         |          |      |                       |

#### Nordrhein-Westfalen
| Name                                      | Stadt                        | Eröffnet  | Bild | Bemerkung                                                            |
| ----------------------------------------- | ---------------------------- | --------- | ---- | -------------------------------------------------------------------- |
| Fort Fun Abenteuerland                    | Bestwig-Wasserfall           | 1972      |      |                                                                      |
| Aquadrom                                  | Bochum                       | 1987–2001 |      |                                                                      |
| Alpincenter Bottrop                       | Bottrop, Halde Prosperstraße |           |      |                                                                      |
| Schloss Beck                              | Bottrop-Kirchhellen          |           |      |                                                                      |
| Kirchhellener Märchenwald                 | Bottrop-Kirchhellen          | 1967–?    |      |                                                                      |
| Traumlandpark                             | Bottrop-Kirchhellen          | 1977–1991 |      |                                                                      |
| Bavaria Filmpark                          | Bottrop-Kirchhellen          | 1992–1994 |      | [ 24 ]                                                               |
| Movie Park Germany                        | Bottrop-Kirchhellen          | 1996      |      |                                                                      |
| Phantasialand                             | Brühl                        | 1967      |      |                                                                      |
| Grugapark                                 | Essen                        |           |      |                                                                      |
| Alma Park                                 | Gelsenkirchen                |           |      |                                                                      |
| Maximilianpark                            | Hamm                         |           |      |                                                                      |
| Familienpark Herne                        | Herne                        | 1994      |      |                                                                      |
| Wunderland Kalkar – Kernie’s Familienpark | Kalkar                       | 1995      |      |                                                                      |
| Irrland                                   | Kevelaer-Twisteden           | 1999      |      |                                                                      |
| Panorama-Park Sauerland Wildpark          | Kirchhundem                  | 1963      |      |                                                                      |
| Freizeitzentrum SchiederSee               | Kreis Lippe, Schiedersee     |           |      |                                                                      |
| Panorama-Park Sauerland Wildpark          | Kreis Olpe, Rinsecke         |           |      | bis 2007 Panorama-Park Sauerland, seit 2025: Panorama Park Sauerland |
| Ketteler Hof                              | Lavesum nahe Haltern am See  |           |      |                                                                      |
| Neuland-Park                              | Leverkusen                   |           |      |                                                                      |
| Potts Park                                | Minden                       | 1969      |      |                                                                      |
| CentrO.PARK                               | Oberhausen                   | 1996–2011 |      |                                                                      |
| Sea Life Abenteuer Park                   | Oberhausen                   | 2013–2015 |      | [ 27 ]                                                               |
| Minidomm                                  | Ratingen-Breitscheid         | 1967–1992 |      |                                                                      |
| Affen- und Vogelpark Eckenhagen           | Reichshof-Eckenhagen         | 1981      |      |                                                                      |
| Familienpark Funtastico                   | Schieder                     | 1991      |      |                                                                      |
| Safariland Stukenbrock                    | Schloß Holte-Stukenbrock     | 1969      |      |                                                                      |

#### Rheinland-Pfalz
| Name                                     | Stadt                         | Eröffnet | Bild | Bemerkung             |
| ---------------------------------------- | ----------------------------- | -------- | ---- | --------------------- |
| Erlebniswelt Nürburgring                 | Adenau                        |          |      |                       |
| Wild- & Erlebnispark Daun                | Daun-Pützborn                 |          |      |                       |
| Wild- und Freizeitpark Westerwald        | Gackenbach                    |          |      |                       |
| Eifelpark                                | Gondorf bei Bitburg           | 1964     |      |                       |
| Plopsaland Deutschland                   | Haßloch                       | 1971     |      | bis 2025 Holiday Park |
| Wild- und Freizeitpark Klotten           | Klotten                       | 1970     |      |                       |
| Wildpark Potzberg                        | Potzberg                      |          |      |                       |
| Wild- und Wanderpark Südliche Weinstraße | Silz                          |          |      |                       |
| Kurpfalz-Park                            | Wachenheim an der Weinstraße, |          |      |                       |

#### Saarland
- Schiffweiler-Grube Reden, Gondwana – Das Praehistorium

#### Sachsen
| Name                                         | Stadt                         | Eröffnet | Bild | Bemerkung                      |
| -------------------------------------------- | ----------------------------- | -------- | ---- | ------------------------------ |
| Saurierpark Kleinwelka                       | Bautzen-Kleinwelka            |          |      |                                |
| Irrgarten Kleinwelka                         | Bautzen-Kleinwelka            |          |      |                                |
| Miniaturpark „Die Kleine Sächsische Schweiz“ | Dorf Wehlen                   |          |      |                                |
| Sport- und Freizeitpark Nordicc              | Grünbach (Sachsen)-Muldenberg |          |      |                                |
| Elbe-Freizeitland Königstein                 | Königstein                    | 2007     |      |                                |
| Belantis                                     | Leipzig                       | 2003     |      |                                |
| Freizeitpark Plohn                           | Lengenfeld                    | 1996     |      |                                |
| Sonnenlandpark                               | Lichtenau (Sachsen)           |          |      |                                |
| Die geheime Welt von Turisede                | Neißeaue                      |          |      | Vormals Kulturinsel Einsiedel. |
| Miniaturpark Klein-Erzgebirge                | Oederan                       |          |      |                                |

#### Sachsen-Anhalt
- Eckartsberga, Freizeitspaß Eckartsberga[33]
- Hasselfelde, Pullman City Harz[34]
- Wernigerode, Miniaturenpark „Kleiner Harz“ im Bürgerpark Wernigerode

#### Schleswig-Holstein
| Name                           | Stadt                          | Eröffnet  | Bild | Bemerkung |
| ------------------------------ | ------------------------------ | --------- | ---- | --------- |
| Sturmflutenwelt „Blanker Hans“ | Büsum                          | 2006–2015 |      |           |
| Hansa-Park                     | Sierksdorf                     | 1977      |      |           |
| Tolk-Schau                     | Tolk                           |           |      |           |
| Karls Erlebnis-Dorf Warnsdorf  | Warnsdorf (Ratekau) bei Lübeck |           |      |           |

#### Thüringen
- Ruhla, mini-a-thür

### Österreich

#### Burgenland
- Sankt Margarethen im Burgenland, Familypark Neusiedlersee

#### Kärnten
- Klagenfurt, Minimundus
- Keutschach, Zauberwald am Rauschelesee[35]
- Pressegger See, 1. Kärntner Erlebnispark[36]

#### Niederösterreich
- Wöllersdorf, No Name City (2001–2008)

#### Oberösterreich
- Kopfing im Innkreis, Baumkronenweg Kopfing
- Natternbach, Ikuna-Naturresort
- Neukirchen an der Vöckla, OBRA-Kinderland[37]
- Unterweißenbach, Jagdmärchenpark Hirschalm[38]

#### Salzburg
- Ferleiten, Wild- und Erlebnispark Ferleiten
- Straßwalchen, Fantasiana Erlebnispark[39]

#### Steiermark
- Bad Gleichenberg, Styrassic Park[40]
- Sankt Georgen ob Judenburg, Märchenwald Steiermark[41]

#### Tirol
- Sankt Jakob in Haus, Freizeitpark Familienland[42]
- Walchsee, Spielpark Zahmer Kaiser[43]
- Leutasch, Spielpark Leutasch
- Söll, Hexenwasser
- Ötztal, AREA 47[44]

#### Wien
- Wien-Leopoldstadt, Wiener Prater
- Wien-Favoriten, Böhmischer Prater

### Schweiz
- Interlaken, Mystery Park (2003–2006)
- Interlaken, Jungfraupark
- Lipperswil, Conny-Land
- Charmey, Charmey Aventures[45]
- Evionnaz, Adventure Labyrinth[46]
- Le Bouveret, Swiss Vapeur Parc
- Granges, Happyland New
- Schongau, Schongiland[47]
- Melide TI, Swissminiatur[48]

### Albanien
- Tirana, Luna Park

### Belarus
- Minsk, Tscheljuskinites Park (Парк Чалюскiнцаў)
- Minsk, Gorki-Park (Minsk) (Парк Горкага)[49]
- Minsk, Dreamland Minsk[50]

### Belgien

#### Flandern
- Brüssel, Mini-Europa
- Brüssel, Expo '58
- Brügge, Boudewijn Seapark[51]
- De Panne, Plopsaland Belgium
- Geel, Circus Bruul[52]
- Hasselt, Plopsa Indoor Hasselt[53]
- Kasterlee, Bobbejaanland
- Oud-Heverlee, Zoetwaterpark[54]
- Lille-Wechelderzande, Mega Speelstad[55]
- Ypern, Bellewaerde

#### Wallonien
- Redu, Euro Space Center
- Huy, Mont Mosan[56]
- Stavelot, Plopsaland Ardennes
- Wavre, Walibi Belgium

### Bulgarien
- Playground Varna[57]
- Boby & Kelly, Sofia[58]

### Dänemark

#### Bornholm
- Svaneke, Brændesgårdshaven[59] (ehemals Joboland[60])

#### Jütland
- Aalborg, Karolinelund, (1946–2010)
- Aarhus, Tivoli Friheden[61]
- Billund, LEGOLAND Billund
- Nimtofte, Djurs Sommerland
- Nordborg, Danfoss Universe
- Rømø, Rømø Lege- & Hesteland[62]
- Saltum, Fårup Sommerland
- Terkelsbüll, Sommerland Syd, 250.000 m², 1984–2012[63]
- Varde, Varde Sommerland, (bis 2002)

#### Sjælland
- Holme-Olstrup, BonBon-Land
- Klampenborg, Dyrehavsbakken
- Kopenhagen, Tivoli Kopenhagen
- Marielyst, Marielyst Familiepark & Aqualand[64]
- Nørre Asmindrup Sogn (bei Nykøbing Sjælland) Sommerland Sjælland[65]

### Finnland

#### Lappland
- Rovaniemi, Santa Park[66]

#### Ostfinnland (Provinz)
- Mikkeli, Visulahti[67]

#### Südfinnland (Provinz)
- Janakkala-Tervakoski, Puuhamaa[68]
- Kerava, Planet FunFun (davor Fanfaari genannt), 1991–1995
- Kouvola, Tykkimäki[69]
- Helsinki, Linnanmäki

#### Westfinnland (Provinz)
- Alahärmä, PowerPark[70]
- Laukaa-Lievestuore, Nokkakivi[71]
- Naantali-Kailo, Muminwelt (Muumimaailma)
- Tampere, Särkänniemi
- Vaasa, Wasalandia, 1988–2015

#### Åland
- Åland-Inseln, Mariehamn, Ålandsparken, 1984–2002

### Frankreich

#### Auvergne-Rhône-Alpes
- Aubenas, Aérocity Parc (1990–2002, 2008–2014)[72]
- Dompierre-sur-Besbre, Le PAL
- Les Avenières, Walibi Rhône-Alpes, davor Avenir Land 1979–1988

#### Bretagne
- Lanhélin, Cobac Parc[73]
- Milizac, La Récré des 3 Curés[74]

#### Bourgogne-Franche-Comté
- Brochon, Florida Parc[75]
- Dijon, Parc de la Toison d'Or[76]
- Le Creusot, Parc des Combes[77]
- Romanèche-Thorins, Touroparc Zoo[78]

#### Grand Est
- Dolancourt, Nigloland[79]
- Jeanménil, Fraispertuis City
- Kintzheim, Cigoland[80]
- Maizières-lès-Metz, Walygator Parc, (auch als: Walibi Lorraine, Walibi Schtroumpf, Big Bang Schtroumpf)
- Morsbronn-les-Bains, Didi’Land (aka: Fantasialand)[81]
- Ungersheim, Le Bioscope (2006–2012)

#### Hauts-de-France
- Dennebrœucq, Dennlys Parc[82]
- Ermenonville, La Mer de Sable
- Lomme, Parc de Lomme (auch: Lillom)[83] (1985–1987)
- Merlimont, Parc Bagatelle
- Plailly, Parc Astérix
- Saint-Paul (Oise), Parc Saint-Paul
- Tournehem-sur-la-Hem, Bal Parc[84]

#### Île-de-France
- Nonville, fami P.a.r.c, (geschlossen seit Saisonende 2012)[85]
- Élancourt, France miniature
- Paris, Jardin d’Acclimatation
- Cergy-Pontoise, Mirapolis (1987–1991)

Marne-la-Vallée
- Disneyland Resort Paris
  - Disneyland Park
  - Walt Disney Studios Park
  - Disney Village

#### Normandie
- Le Bocasse, Parc du Bocasse[86]
- Bretteville-sur-Odon, Parc Festyland[87]

#### Nouvelle-Aquitaine
- Gujan-Mestras, Kid Parc[88]
- Jaunay-Clan bei Poitiers, Futuroscope
- Roquefort (Lot-et-Garonne), Walibi Sud-Ouest (vormals Walibi Aquitaine 1992–2011)

#### Okzitanien
- Vias, Europark[89]
- Toulouse, Cité de l’espace[90]

#### Pays de la Loire
- Échemiré, Holly Park[91]
- Le Mans, Papéa Parc[92]
- Les Epesses, Puy du Fou

#### Provence-Alpes-Côte d’Azur
- Antibes, Antibes Land[93]
- Cuges-les-Pins, OK Corral[94]
- Ensuès-la-Redonne, Magic Park Land[95], (bis 2003: El Dorado City)
- Fréjus, Lunapark Fréjus[96]
- Hyères, Magic World[97]
- Menton, Koalaland[98][99]
- Monteux, Parc Spirou[100]
- Nizza, Zygofolis (1987–1991)
- Saint-Tropez, Azur Park[101]

### Griechenland
- Athen, Allou Fun Park[102]
- Athen, Ta Aidonakia Luna Park[103]
- Chania, Aqua Creta Limnoupolis[104]
- Kifisia, Playmobil FunPark Athen[105]
- Thessaloniki, Magic Park[106]
- Thessaloniki, Waterland[107]

### Großbritannien

#### England

##### Greater London
- London-Chessington, Chessington World of Adventures

##### Nordostengland
- Gateshead, New Metroland (im MetroCentre)[108]
- Langley Park im County Durham, Diggerland Durham[109]
- South Shields, Ocean Beach Pleasure Park[110]
- Whitley Bay, Spanish City Whitley Bay[111] (seit 1910; zeitweise geschlossen)

##### Nordwestengland
- Blackpool, Blackpool Pleasure Beach
- Chorley, Camelot Theme Park, (1983–2012)[112]
- Manchester, Belle Vue (Manchester), Belle Vue Zoological Gardens, (1836–1982)[113][114]
- Knowsley, Knowsley Safari Park,[115]
- Morecambe, Frontierland, (1909–1999)[116][117]
- Southport, Pleasureland Southport[118]
- Warrington, Gulliver’s World[119]

##### Ostengland
- Clacton-on-Sea, Clacton Pier[120]
- Great Yarmouth, Great Yarmouth Pleasure Beach[121]
- Great Yarmouth, Joyland (Great Yarmouth)[122]
- Lowestoft, Pleasurewood Hills[123]
- Southend-on-Sea, Adventure Island[124]

##### Ostmittellande
- Billing, Billing Aquadrome[125]
- Ilkeston, American Adventure Theme Park, 1987–2006[126]
- Kettering, Wicksteed Park[127]
- Mablethorpe, Mablethorpe Funfair[128] (davor Dunes Leisure)
- Melton Mowbray, Twinlakes Theme Park[129]
- Matlock Bath, Gulliver’s Kingdom[130]
- Retford, Sundown Adventureland[131]
- Skegness, Botton’s Pleasure Beach[132]
- Ingoldmells, Fantasy Island[133]

##### Westmittellande
- Alton, Alton Towers
- Bewdley, West Midland Safari & Leisure Park[134]
- Drayton Bassett, Drayton Manor Theme Park[135]
- Evesham, Diggerland Worcestershire[136]

##### Südostengland
- Brighton, Brighton Pier
- Chatham, Dickens World 2007–2016[137]
- Chertsey, Thorpe Park
- Eastbourne, Fort Fun Eastbourne[138]
- Hayling Island, Funland (Hayling Island)[139]
- Margate, Dreamland Margate 1880–2005, ab 2015[140]
- Milton Keynes, Gulliver’s Land[141]
- Portsmouth, Clarence Pier[142]
- Romsey, Paultons Park[143]
- Strood, Diggerland Kent[144]
- Swanscombe, London Paramount[145]
- Windsor, Windsor Safari Park[146] 1969–1992[147]
- Windsor, Legoland Windsor[148]
- Isle of Wight, Blackgang, Blackgang Chine
- Isle of Wight, Downend (Isle of Wight), Robin Hill Country Park[149]

##### Südwestengland
- Brean, Brean Theme Park[150]
- Cullompton, Diggerland Devon[151]
- Dartmouth, Woodlands Family Theme Park[152]
- Dobwalls, Dobwalls Adventure Park 1970–2006[153]
- Exeter, Crealy Great Adventure Parks[154]
- Helston, The Flambards Experience[155]
- Hurn, Adventure Wonderland[156]
- Warminster, Longleat Safari Park[157]

##### Yorkshire and the Humber
- Bridlington, Carousel Park Adventure Island[158]
- Cleethorpes, Pleasure Island Theme Park 1993–2016[159]
- Castleford, Diggerland Yorkshire[160]
- Kirby Misperton, Flamingo Land
- North Stainley, Lightwater Valley[161]

#### Wales
- Barry Island, Barry Island Pleasure Park[162]
- Kilgetty, Folly Farm Adventure Park and Zoo[163]
- Narberth, Oakwood Theme Park[164]
- Porthcawl, Coney Beach Pleasure Park

#### Schottland
- Aberdeen, Codona’s Amusement Park[165]
- Arbroath, Pleasureland Arbroath[166]
- Carrbridge, Landmark Forest Adventure Park[167]
- Galston (East Ayrshire), Loudoun Castle (Freizeitpark), (1995–2010)
- Motherwell, M&D’s[168]

#### Nordirland
- Portrush, Barry’s Amusements[169]

### Irland
- Ashbourne, Emerald Park[170]
- Bettystown, Funtasia[171]
- Lucan, Fort Lucan Outdoor Adventureland[172]
- Tramore, Tramore Amusement Park[173]
- Wicklow, Clara Lara Funpark[174]
- Beweglicher Themenpark, Funderland[175]

### Italien

#### Apulien
- Castellaneta Marina, Felifonte, 2003–2008[176]
- Fasano, Zoosafari Fasanolandia[177]
- Molfetta, Miragica[178]

#### Emilia-Romagna
- Ravenna, Mirabilandia
- Rimini, Fiabilandia[179]
- Rimini-Viserba, Italia in Miniatura

#### Kampanien
- Giugliano in Campania, Magic World[180]
- Neapel, Edenlandia[181]

#### Lazio
- Rom, Cinecittà World[182]
- Rom, LunEur[183]
- Rom, Oasi Park[184]
- Rom, Rainbow MagicLand
- Rom, Zoomarine[185]

#### Lombardei
- Borno, AdventureLand Borno[186]
- Capriate San Gervasio, Leolandia[187] (1971–1997 Minitalia, 1997–2008 FantasyWorld Minitalia, 2008–2014 Minitalia Leolandia)
- Limbiate, Città satellite, ehemals Greenland, 1964/65–2002[188]
- Mailand, Minigolf Adventure[189]
- Rivolta d’Adda, Parco della Preistoria[190]
- Segrate, Europark Idroscalo Milano[191], (auch: Luna Euro Park)
- Voghera, Cowboyland[192]

#### Piemont
- Pombia, Safaripark Pombia

#### Sizilien
- Belpasso, Etnaland[193]

#### Toskana
- Castagneto Carducci, Cavallino Matto

#### Venezien
- Castelnuovo del Garda, Gardaland
- Jesolo, Aqualandia
- Lazise, Canevaworld
  - Aqua Paradise Park
  - Movieland Studios
- Verona, Playplace[194]

### Kroatien
- Funtana, Dinopark Funtana[195]
- Pula, Barban, Glavani Park[196]

### Litauen
- Vilnius, Kaunas, Šiauliai, Druskininkai, JSC UNO Parks[197]

### Luxemburg
- Bettemburg, Parc Merveilleux

### Malta
- Ħal-Far, Playmobil FunPark[198]
- Mellieħa, Popeye Village
- Bahar Ic-Caghaq, Splash and Fun[199]

### Niederlande

#### Provinz Drenthe
- Assen, Verkeerspark Assen, 1957–2014
- Coevorden, Plopsa Indoor Coevorden
- Drouwen, Drouwenerzand Attractiepark[200]
- Eext, Rijk der Kabouters[201]
- Ruinen, Park Oikos, bis 2016[202]
- Zuidlaren, Sprookjeshof[203]

#### Provinz Flevoland
- Biddinghuizen, Walibi Holland
- Biddinghuizen, Flevohof, 1971–1991

#### Provinz Fryslân
- Appelscha, Duinen Zathe[204]
- Appelscha, Miniatuurpark Appelscha, 1989–2011
- De Fryske Marren-Oudemirdum, Sybrandy’s Speelpark[205]
- Terhorne (Terherne), Kameleondorp[206]

#### Provinz Gelderland
- Apeldoorn, Koningin Juliana Toren[207]
- Berg en Dal, Amusementspark Tivoli[208]
- Braamt (Montferland), Het Land van Jan Klaassen[209]
- Harderwijk, Dolfinarium Harderwijk

#### Provinz Groningen
- Leek, Familiepark Nienoord[210]
- Ter Apel, Wonderwereld[211]

#### Provinz Limburg
- Valkenburg, De Valkenier[212]
- Valkenburg, Sprookjesbos Valkenburg[213]
- Sevenum, Toverland

#### Provinz Noord-Brabant
- Best, DippieDoe[214]
- Kaatsheuvel (zwischen Waalwijk und Tilburg), Efteling
- Nieuwkuijk, Mini Efteling[215]
- Hilvarenbeek, Safaripark Beekse Bergen[216]
- Volkel, BillyBird Park Hemelrijk[217]

#### Provinz Noord-Holland
- Amsterdam, Amsterdam Dungeon
- Bennebroek, Linnaeushof[218]
- Enkhuizen, Sprookjeswonderland[219]
- Naarden, Oud Valkeveen[220]

#### Provinz Overijssel
- Enschede, Speelpark Hoge Boekel[221]
- Hellendoorn, Avonturenpark Hellendoorn
- Hengelo, De Waarbeek[222]
- Slagharen, Attractiepark Slagharen
- Zwolle, Ecodrome, 1997–2012[223]
- Zwolle, Dinoland Zwolle[224]

#### Provinz Zeeland
- Vrouwenpolder, Deltapark Neeltje Jans[225]
- Middelburg, Mini Mundi
- Middelburg-Walcheren, Miniatuur Walcheren, 1954–2008, als Mini Mundi fortgesetzt

#### Provinz Zuid-Holland
- Alphen aan den Rijn, Archeon
- Den Haag (Rijswijk), Familiepark Drievliet[226]
- Den Haag, Madurodam
- Rotterdam, Speelstad Rotterdam[227]
- Wassenaar, Duinrell[228]

### Norwegen
- Bø (Telemark), Bø Sommarland[229]
- Kristiansand, Kristiansand Dyrepark
- nördlich von Lillehammer, Hunderfossen Familiepark[230]
- Vinterbro (südlich von Oslo), TusenFryd
- Ålgård (südlich von Stavanger), Kongeparken[231]

### Polen
Siehe auch: Liste von Freizeitparks in Polen
- Chorzów, Śląskie Wesołe Miasteczko (Schlesischer Vergnügungspark)[232]
- Inwałd-Wadowice, Miniaturpark Inwałd
- Łódź, Konstantynowska 3/5, Lunapark (Łódź) (1970–2015)[233]
- Rabka-Zdrój, Rabkoland[234]
- Torzym, Holiday Park Kownaty[235]
- Zator, Energylandia

### Portugal

#### Nordportugal
- Amarante, Parque Aquático de Amarante
- Guimarães, Scorpio[236]
- Penafiel, Bracalandia[237]
- Vila Real, Naturwaterpark[238]

#### Zentralportugal
- Coimbra, Portugal dos Pequenitos[239]
- Nazaré, Norpark
- Viseu, Parque Aquático no Complexo Desportivo do Príncipe Perfeito[240]

#### Algarve/Südportugal
- Albufeira, Zoomarine[241]
- Alcantarilha, Aqualand[242]
- Lagoa, Slide & Splash[243]
- Quarteira, Aquashow[244]

### Rumänien
- Bukarest, Parcul Lumea Copiilo[245]
- Mamaia, Satul de Vacanţǎ
- Orăștie, Arsenal Park Transilvania[246]
- Pitești, LunaPark[247]

### Russland
- Belgorod, DinoPark[248]
- Moskau, Attractionmania (bis 2015)
- Moskau, Trauminsel
- Moskau, Star Galaxy Adventure[249]
- Moskau, Gorki-Park
- Moskau-Jassenewo, Transvaal Park (bis 2006); seit 2013 Akwapark Moreon[250]
- Moskau, Sokolniki Park[251]
- Sankt Petersburg, Gagarin Park[252]
- Sankt Petersburg, Park Alisa (2001–2004 und 2007–2009)[253]
- Sankt Petersburg, Park Yulya (2000 bis ≤ 2007)[254]
- Nischni Nowgorod, Beoland (2001–2002 oder 2003)[255]
- Kasan, Rivyera[256]
- Toljatti, Funland Park[257]

#### Region Krasnodar
- Gelendschik, Admiral Vrungel (2002–2007)[258]
- Krasnodar, Krasnodar Safari Park

### Schweden
- Eskilstuna, Parken Zoo[259]
- Färjestaden, Ölands Djur & Nöjespark
- Gävle, Furuviksparken[260]
- Göteborg, Liseberg
- Halmstad, Halmstad äventyrsland
- Heby-Tärnsjö[261]
- Norrköping, Tierpark Kolmården
- Skara, Skara Sommarland[262]
- Sollerön, Tomteland[263]
- Stockholm, Gröna Lund
- Tomelilla, Tosselilla Sommarland[264]
- Vimmerby, Astrid Lindgrens värld
- Visby, Kneippbyn[265]
- Axels Nöjesfält, herumreisender Vergnügungspark[266]
- Bengts Nöjesfält, herumreisender Vergnügungspark[267]
- Skoghs Tivoli, herumreisender Vergnügungspark[268]

### Slowakei
- Bratislava DinoPark[269]
- Kosice DinoPark[270]

### Slowenien
- Postojna, Pustolovski park Postojna[271]

### Spanien

#### Andalusien
- Benalmádena, Tivoli World[272]
- Sevilla, Isla Mágica

#### Aragonien
- Saragossa, Parque de Atracciones de Zaragoza[273]
- Teruel, Dinopolis[274]

#### Baskenland
- San Sebastián, Parque de Atracciones Monte Igueldo[275]

#### Katalonien
- Barcelona, Tibidabo, Parque de Atracciones Tibidabo[276]
- Salou, PortAventura World

#### Madrid
- Madrid, Parque de Atracciones de Madrid
- San Martín de la Vega, Parque Warner Madrid

#### Navarra
- Arguedas, Sendaviva[277]

#### Valencia
- Benidorm, Terra Mítica
- Callosa de Ensarriá, DinoPark[278]
- Santa Pola, Pola Park[279]

### Tschechien
- Boskovice, Westernové Mestecko[280]
- Hatě (an der Grenze zu Österreich), Excalibur City
- Liberec, DinoPark[281]
- Ostrava, DinoPark[282]
- Plzeň, DinoPark[283]
- Prag DinoPark[284]
- Prag-Bubeneč, Luna Park Prag[285]
- Vyškov, DinoPark[286]

### Türkei
- Istanbul-Beyoğlu, Miniatürk
- Istanbul-Eyüp, İsfanbul[287], (ehemals Vialand)
- Antalya, Minicity
- Antalya, Aktur Park[288]
- Ankara-Sincan, Harikalar Diyarı[289]
- Ankara-Yenimahalle, Ankapark

### Ungarn
- Budapest, Vidámpark[290] (seit 2013 geschlossen)
- Debrecen, Debreceni Állat- és Növénykert (Debrecen Zoo- und Vergnügungspark)[291]

### Zypern
- Larnaka, Lucky Star Park[292]
- Limassol, Luna Park[293]

## Afrika

### Ägypten
- Kairo, Dreampark[294]
- Kairo, Cairo Land[295]
- Kairo, Sindbad Amusement Park[296]
- Kairo, Magic Land (geschlossen)
- Kairo, Geroland (geschlossen)[297]
- Alexandria, Fantazy land[298]
- Gizeh, Kooky Park, (geschlossen)

### Algerien
- Algier, Expo Center Park
- Algier, Parc d'Attractions d'Alger

### Botswana
- Gaborone, Löwenpark[299]

### Libyen
- Bengasi, Il Bosco[300]

### Marokko
- Casablanca, Parc Sindibad

### Nigeria
- Abuja, African Heritage City
- Abuja, Wonderland Themepark
- Lagos, Dreamworld Africana[301]
- Lagos, Fun Factory[302]
- Lagos, Hi-Impact Planet[303]
- Ibadan, Trans Amusement Park[304]

### Sierra Leone
- Freetown, Freetown Amusement Park (ehemals Victoria Park)[305]

### Südafrika
- Johannesburg, Gold Reef City[306]
- Johannesburg, Monte Casino Entertainment Complex[307]
- Kapstadt, Ratanga Junction[308]

#### KwaZulu-Natal
- Durban, uShaka Marine World[309]
- Durban, Wave House Durban
- Durban, Mini Town[310]
- Port Edward, Wild Waves Water Park[311]

#### Nordwest
- Rustenburg, Valley of Waves[312]

### Sudan
- Khartum, Al Mogran Amusement Park[313]

### Tunesien
- Hammamet, Carthageland[314]

## Nordamerika

### Kanada

#### British Columbia

##### Cultus Lake
- Cultus Lake Waterpark
- Dinotown FUNland

##### Richmond
- Watermania

##### Vancouver
- Playland at the PNE
- The Adventure Zone

##### Vernon
- Splashdown

##### Victoria
- All Fun at Western Speedway

##### Whistler
- Superfly Ziplines

#### Manitoba

##### Brandon
- Playtime Brandon

##### Grand Beach
- Turtle Tide Water Slides Waterslides

##### Headingley
- Thunder Rapids Fun Park

##### Portage la Prairie
- Splash Island Water Park

##### Springfield
- Tinkertown Family Fun Park

##### Winkler
- Aquatic Centre

##### Winnipeg
- Fun Mountain Slide Park
- Grand Prix Amusements
- Kid City (Ost)
- Kid City (West)
- Sky Zone Winnipeg
- Speedworld

#### New Brunswick

##### Dieppe
- Crystal Palace Amusement Park
- East Coast Karting

##### Moncton
- Magic Mountain Waterpark

#### Alberta

##### Calgary
- Calaway Park
- Heritage Park
- Skyline Luge Calgary

##### Edmonton
- Galaxyland
- World Waterpark

##### Sylvan Lake
- Wild Rapids Waterslide

#### Nova Scotia

##### Annapolis Royal
- Upper Clements Parks

##### Hammonds Plains
- Atlantic Playland

##### Upper Tantallon
- Rebel Space Indoor Playground & Cafe

#### Ontario

##### Blue Mountains
- Blue Mountain Resort mit Mountain Coaster Aquatic Centre etc.

##### Brampton
- Wild Water Kingdom

##### Kitchener
- Bingemans Big Splash

##### Limoges
- Calypso Theme Waterpark

##### London
- Storybook Gardens

##### Mississauga
- Sky Zone Mississauga
- Playdium

##### Niagara Falls
- Americana Indoor Waterpark
- Fallsview Indoor Waterpark * Marineland Canada
- Great Wolf Lodge® Niagara Falls’ Water Park

##### Ottawa
- Sky Zone Ottawa

##### Picton
- Westlake Willy Waterpark

##### Saint Williams
- Long Point Eco-Adventures

##### Toronto
- Centreville Amusement Park
- Sky Zone Toronto
- Toronto Zoo mit Tundra Air, Splash Island

##### Vaughan
- Canada’s Wonderland
- Sky Zone Vaughan
- LEGOLAND® Discovery Center Toronto

##### Whitby
- Sky Zone Whitby

#### Prince Edward Island

##### Cavendish
- Sandspit Amusement Park

##### Hunter River
- Shining Waters Family Fun Park

##### Kensington
- Burlington Amusement Park

##### Woodstock
- Mill River Fun Park

#### Québec

##### Eastman
- Arbre Aventure

##### Granby
- Zoo de Granby mit Aquatic Park

##### Hemmingford
- Parc Safari mit Wild Rides, Safari Aquapark, Nairobi Park

##### Montreal
- La Ronde * Un parc Six Flags

##### Mont Tremblant
- Skyline Luge Mont-Tremblant

##### Pointe Calumet
- Le Beach Club, Super Aqua Club

##### Québec
- Mega Parc

##### Saint Calixte
- parc d´amusement Atlantide

##### Saint-Sauveur
- Mont Saint-Sauveur mit Alpine Coaster, ZipLine etc.

##### Val-David
- Village du Père Noël

#### Saskatchewan

##### Kenosee Lake
- Kenosee Superslides Waterpark

##### Saskatoon
- Wilson´s Entertainment Park

### Mexiko
- Mexiko-Stadt, Kidzania (erster Freizeitpark in Mexiko-Stadt)
- Mexiko-Stadt, Six Flags Mexico[315]
- Quintana Roo, Xcaret

### Vereinigte Staaten von Amerika (USA)

#### Arkansas
- Little Rock, Funland Amusement Park,

#### Colorado
- Denver, Six Flags Elitch Gardens,

#### Florida
- Orlando, Universal Orlando Resort,
- Orlando, Walt Disney World Resort,
- Tampa Bay, Busch Gardens,

#### Georgia
- Austell, Six Flags Over Georgia,
- Valdosta, Wild Adventures,

#### Illinois
- Gurnee, Six Flags Great America,

#### Indiana
- Monticello, Indiana Beach,
- Santa Claus, Holiday World,

#### Kalifornien
- Valencia (Santa Clarita), Six Flags Magic Mountain,
- Anaheim, Disneyland Resort,
- Buena Park, Knott’s Berry Farm,
- Los Angeles, Universal Studios Hollywood,
- Paramount, Paramount Parks, paramountparks.com (Memento vom 30. November 2004 im Internet Archive)
- Gilroy, Gilroy Gardens,
- Carlsbad, Legoland California,
- Santa Clara, California’s Great America,
- Santa Clarita, Six Flags Magic Mountain,
- Six Flags Hurricane Harbor,
- Vallejo, Six Flags Discovery Kingdom,

#### Kentucky
- Louisville, Six Flags Kentucky Kingdom,

#### Louisiana
- New Orleans, Six Flags New Orleans,

#### Maryland
- Six Flags America,

#### Massachusetts
- Agawam, Six Flags New England,

#### Michigan
- Muskegon, Michigan’s Adventure,

#### Minnesota
- Bloomington, The Park at Mall of America,
- Shakopee (bei Minneapolis), Valleyfair!,

#### Missouri
- Kansas City, Worlds of Fun,

#### New Jersey
- Jackson Township, Six Flags Great Adventure,

#### New York
- Queensbury, Six Flags Great Escape,
- Rye, Playland,
- New York City, Astroland, astroland.com (Memento vom 15. Juli 2008 im Internet Archive)
- New York City-Brooklyn, Coney Island

#### North Carolina
- Charlotte, Carowinds,

#### Ohio
- Sandusky, Cedar Point,
- Mason, Kings Island,

#### Pennsylvania
- Allentown, Dorney Park,
- Altoona, Lakemont Park,
- Ligonier, Idlewild and Soak Zone,
- Hershey, Hersheypark[316]

#### Tennessee
- Union City, Discovery Park of America,
- Pigeon Forge, Dollywood,

#### Texas
- San Antonio, Six Flags Fiesta Texas,

#### Utah
- Farmington, Lagoon,

#### Virginia
- Doswell, Kings Dominion,
- Williamsburg, Busch Gardens,

## Südamerika

### Argentinien
- Buenos Aires, Parque de la Ciudad, Parque de la Ciudad
- Tigre, Parque de la Costa[317]

### Brasilien
- Capão da Canoa, Acqua Lokos[318]
- bei Coroa Grande, Park Albanoel (1998–2004)
- Penha, Beto Carrero World[319]
- São Paulo, Playcenter São Paulo (1973–2012)
- Vinhedo, Hopi Hari[320]

### Chile
- Santiago de Chile, Fantasilandia,

### Ecuador
- Quito, Vulqano Park,

### Kolumbien
- Bogotá, Divercity,
- Bogotá, Mundo Aventura,
- Bogotá, Salitre Magico,
- Medellín, Parque Norte Medellín,
- Quindío, Parque del Café,
- Quindío, PANACA (Parque Nacional De La Cultura Agropecuaria),

### Venezuela
- Maracaibo, Aguamania,
- Mérida, La Venezuela de Antier,
- Mérida, Los Aleros,
- Nueva Esparta, Margarita Insel, Musipan,

## Asien

### China
- Changzhou, China Dinosaurs Park,
- Chaoyang, Happy Valley (Peking),
- Chongqing, Loca Joy Holiday Theme Park,
- Dongli, Happy Valley (Tianjin),
- Fengtai, Beijing World Park,
- Guangrao, Sun Tzu Cultural Park
- Hongkong, Ocean Park Hong Kong,
- Hongshan, Happy Valley (Wuhan),
- Jinniu, Happy Valley (Chengdu),
- Kaifu, Window of the World (Changsha),
- Peking, Universal Beijing Resort,[321]
- Penny’s Bay, Hong Kong Disneyland,
- Pudong, Shanghai Disney Resort,
- Nanshan, Happy Valley (Shenzhen),
- Nanshan, Splendid China Folk Village,
- Nanshan, Window of the World (Shenzhen),
- Ningbo, Romon U-Park,
- Shijingshan, Beijing Shijingshan Amusement Park,
- Songjiang, Happy Valley (Shanghai),
- Yantian, OCT East Resort,
- Yubei, Happy Valley (Chongqing),
- Yufeng, Visionland,

### Japan
- Fujiyoshida, Fuji-Q Highland,
- Kuwana, Nagashima Spa Land,
- Nara, Nara Dreamland,  (1961 bis 31. August 2006)
- Osaka, Universal Studios Japan,
- Suita, Expoland 1970–2007,
- Urayasu, Tokyo Disney Resort,
- Provinz Shima, Shima Spain Village,

### Malaysia
- Johor, Legoland Malaysia,
- Pahang, Genting Theme Park,
- Selangor, Sunway Lagoon,

### Südkorea
- Yongin / Gyeonggi-do, Everland/Festival World,
- Seoul, Lotte World,

### Weitere
- Brunei, Jerudong Park Playground
- Indien, Neu-Delhi, Appu Ghar,
- Iran, Isfahan, Dream Land,
- Pakistan, Gujranwala, Family Funland
- Saudi-Arabien, Riad, Aziza Mall,
- Thailand, Bangkok, Safari World
- Taiwan, Landkreis Hsinchu, Leofoo Village
- Vereinigte Arabische Emirate, Abu Dhabi, Ferrari World
- Vereinigte Arabische Emirate, Abu Dhabi, Warner Bros. World Abu Dhabi[322]
- Vereinigte Arabische Emirate, Dubai, DubaiLand
- Vereinigte Arabische Emirate, Dubai, SEGA Republic
- Vietnam, Hạ Long, Dragon Park,

## Australien und Ozeanien

### Australien
- Gold Coast (bei Brisbane), Coomera, Dreamworld
- Gold Coast (bei Brisbane), Coomera, WhiteWater World[323]
- Gold Coast (bei Brisbane), Oxenford, Warner Bros. Movie World
- Melbourne, Lunapark Melbourne[324]
- Sydney, Lunapark Sydney

### Neuseeland
- Auckland-Henderson Valley, Crystal Mountain[325]
- Auckland-Manukau, Rainbow’s End[326]
- Manawatu, Hastings, Splash Planet[327]

## Liste der größten Freizeitparks nach Fläche
1. Fantawild Adventure Wuhu  Volksrepublik China 12.500 ha
2. Walt Disney World Resort  Vereinigte Staaten 11.330 ha
3. China Dinosaurs Park  Volksrepublik China 2.700 ha
4. Disneyland Resort Paris  Frankreich 2.100 ha
5. Everland Resort  Südkorea 1.500 ha
6. Beto Carrero World  Brasilien 1.350 ha
7. Disneyland Resort Kalifornien  Vereinigte Staaten 1.270 ha
8. Nasu Highland Park  Japan 800 ha
9. Hefei Sunac Land  Volksrepublik China 705 ha
10. Cotaland  Vereinigte Staaten 600 ha
11. Knuthenborg Park & Safari  Dänemark 600 ha
12. Wiener Prater  Österreich 600 ha
13. Six Flags Darien Lake  Vereinigte Staaten ca. 490 ha
14. Marineland (Ontario)  Kanada 485,6 ha
15. Universal Beijing Resort, Peking,  Volksrepublik China, samt Hotels 400 ha, eröffnet am 20. September 2021
16. Shanghai Disneyland Park  Volksrepublik China 390 ha
17. Alton Towers  Vereinigtes Königreich 370 ha
18. Kings Island  Vereinigte Staaten 313 ha
19. Universal Epic Universe  Vereinigte Staaten 303 ha
20. Tokyo Disney Resort  Japan ca. 250 ha
21. Serengeti Park  Deutschland 220 ha
22. Greenland (Freizeitpark)  Japan 200 ha
23. Legoland New York  Vereinigte Staaten 200 ha, wobei der Freizeitpark eigentliche 61 ha umfasst.
24. Six Flags America  Vereinigte Staaten ca. 212 ha
25. Conneaut Lake Park  Vereinigte Staaten 200 ha
26. Discovery World  Taiwan 200 ha
27. Schloss Dankern  Deutschland ca. 200 ha
28. Thorpe Park  Vereinigtes Königreich 200 ha
29. Universal Studios United Kingdom  Vereinigtes Königreich 192,6 ha
30. Himeji Central Park  Japan 190 ha
31. Gumbuya World Theme Park  Australien 174 ha
32. Tierpark Kolmården  Schweden 172 ha
33. Busch Gardens Williamsburg  Vereinigte Staaten 170 ha
34. Chimelong Ocean Kingdom  Volksrepublik China 170 ha
35. Warner Bros. Movie World  Australien 168 ha
36. Silverwood Theme Park  Vereinigte Staaten 167 ha
37. Carowinds  Vereinigte Staaten 165 ha
38. Walygator Grand Est  Frankreich 162 ha
39. PowerPark  Finnland 160 ha
40. Busch Gardens Williamsburg  Vereinigte Staaten 155 ha
41. Beech Bend  Vereinigte Staaten 153 ha
42. Flamingo Land  Vereinigtes Königreich 152 ha
43. Dream Park  Ägypten cr. 150 ha
44. Cedar Point  Vereinigte Staaten 147,3 ha
45. Six Flags Great Escape  Vereinigte Staaten 142 ha
46. Legoland Deutschland Resort  Deutschland 140 ha
47. Europa-Park  Deutschland 135ha
48. Six Flags St. Louis  Vereinigte Staaten 131 ha
49. Canada’s Wonderland  Kanada 130 ha
50. Chessington World of Adventures  Vereinigtes Königreich 128 ha
51. Hong Kong Disneyland  Volksrepublik China 126 ha
52. Fantawild Adventure (Wuhu)  Volksrepublik China 125 ha
53. Legoland Shenzhen  Volksrepublik China 125 ha
54. Parque Nacional del Café  Kolumbien 125 ha
55. SeaWorld Orlando  Vereinigte Staaten 125 ha
56. Gorki-Park  Russland 120 ha
57. Six Flags Over Georgia  Vereinigte Staaten 120 ha
58. Walibi Holland  Niederlande 120 ha (davon aber 40 ha für den eigentlichen Park)
59. PortAventura  Spanien 115 ha
60. Busch Gardens Tampa Bay  Vereinigte Staaten 112 ha
61. Farup Sommerland  Dänemark 110 ha
62. Kings Dominion  Vereinigte Staaten 110 ha
63. Six Flags Magic Mountain  Vereinigte Staaten 106 ha
64. Suoi Tien Theme Park Saigon  Vietnam 105 ha
65. Duinrell  Niederlande 100 ha
66. Nickelodeon Cultural Resort  Volksrepublik China 100 ha
67. Six Flags New England  Vereinigte Staaten 95 ha
68. Worlds of Fun  Vereinigte Staaten 95 ha
69. Ocean Park Hong Kong  Volksrepublik China 91,5 ha
70. Silverwood Theme Park  Vereinigte Staaten 89 ha
71. Asia Park  Vietnam 86,8 ha
72. Happy Valley (Shanghai)  Volksrepublik China 86,3 ha
73. Six Flags Over Texas  Vereinigte Staaten 86 ha
74. Dreamworld  Australien 85 ha
75. Heide-Park  Deutschland 85 ha
76. Six Flags Fiesta Texas  Vereinigte Staaten 84 ha
77. Attractiepark Slagharen  Niederlande 83 ha
78. Tivoli Friheden  Dänemark 83 ha
79. Dorney Park & Wildwater Kingdom  Vereinigte Staaten 81 ha
80. West Midland Safari & Leisure Park  Vereinigtes Königreich 81 ha
81. Lost Island Theme Park  Vereinigte Staaten 80,9 ha
82. Panorama-Park Sauerland Wildpark  Deutschland 80 ha
83. Tripsdrill  Deutschland 77 ha
84. Hopi Hari  Brasilien 76 ha
85. Dyrehavsbakken  Dänemark 75 ha
86. Eifelpark  Deutschland 75 ha
87. Fort Fun Abenteuerland  Deutschland 75 ha
88. Linnanmäki  Finnland 75 ha
89. Mirabilandia  Italien 75 ha
90. Hersheypark  Vereinigte Staaten 75 ha
91. Adventureland  Vereinigte Staaten 73 ha
92. Drayton Manor  Vereinigtes Königreich 73 ha
93. Efteling  Niederlande 72 ha
94. Lightwater Valley  Vereinigtes Königreich 71 ha
95. Energylandia  Polen 70 ha
96. Kurpfalz-Park  Deutschland 70 ha
97. Dollywood  Vereinigte Staaten 68 ha
98. Wild Adventures  Vereinigte Staaten 67 ha
99. Elitch Gardens  Vereinigte Staaten 65 ha
100. EsselWorld  Indien 65 ha
101. Hirakata Park  Japan 65 ha
102. Knott’s Berry Farm  Vereinigte Staaten 65 ha
103. Safariland Stukenbrock  Deutschland 65 ha
104. Tykkimäki  Finnland 65 ha
105. Walibi Belgium  Belgien 64 ha
106. Kentucky Kingdom  Vereinigte Staaten 63 ha
107. Formosan Aboriginal Culture Village  Taiwan 62 ha
108. Legoland Windsor  Vereinigtes Königreich 61 ha
109. Knoebels Amusement Resort  Vereinigte Staaten 60,7 ha
110. Chimelong Paradise  Volksrepublik China 60 ha
111. Futuroscope  Frankreich 60 ha
112. Lakemont Park  Vereinigte Staaten 60 ha
113. Legoland Windsor Resort  Vereinigtes Königreich 60 ha
114. MagicLand  Italien 60 ha
115. Janfusun Fancyworld  Taiwan 60 ha
116. Six Flags St. Louis  Vereinigte Staaten 60 ha
117. İsfanbul  Türkei 60 ha
118. La Ronde  Kanada 59 ha
119. Legoland Florida  Vereinigte Staaten 58,7 ha
120. Legoland Beijing  Volksrepublik China 58 ha, der eigentliche Freizeitpark umfasst eine Fläche von 30,4 ha.
121. Legoland Sichuan  Volksrepublik China 57 ha
122. Mirabilandia (Brasilien)  Brasilien 57 ha
123. Paultons Park  Vereinigtes Königreich 57 ha
124. Walibi Belgium  Belgien 55,5 ha
125. La Mer de Sable  Frankreich 55 ha
126. Six Flags Discovery Kingdom  Vereinigte Staaten 55 ha
127. Bellewaerde  Belgien 54 ha
128. Suzhou Amusement Land Forest World  Volksrepublik China 54 ha
129. Adlabs Imagica  Indien 53,4 ha
130. Dollywood  Vereinigte Staaten 53 ha
131. Tobu Zoo  Japan 53 ha
132. PortAventura Park  Spanien 52 ha
133. Legoland California  Vereinigte Staaten 52 ha
134. Lotte World  Südkorea 51,7 ha
135. American Heartland Theme Park  Vereinigte Staaten 51 ha
136. Valleyfair  Vereinigte Staaten 51 ha
137. Bayern-Park  Deutschland 50 ha
138. Freizeitland Geiselwind  Deutschland 50 ha
139. Fuji-Q Highland  Japan 50 ha
140. Le PAL  Frankreich 50 ha
141. Särkänniemi  Finnland 50 ha
142. Real Madrid Resort Island  Vereinigte Arabische Emirate 50 ha
143. Hersheypark  Vereinigte Staaten 49 ha
144. Holiday World  Vereinigte Staaten 48,6 ha
145. Window of the World  Volksrepublik China 48 ha
146. Beijing World Park  Volksrepublik China 46,7 ha
147. Hansa-Park  Deutschland 46 ha
148. Tokyo Disney Resort 46 ha
149. Camel Creek Adventure Park  Vereinigte Staaten 45 ha
150. Gold Reef City  Südafrika 45 ha
151. Movie Park Germany  Deutschland 45 ha
152. Puy du Fou  Frankreich 45 ha
153. Silver Dollar City  Vereinigte Staaten 45 ha
154. Six Flags México  Mexiko 45 ha
155. Frontier City  Vereinigte Staaten 44 ha
156. Walygator Grand Est  Frankreich 42 ha
157. Mt. Olympus Water & Theme Park  Vereinigte Staaten 41,4 ha
158. California’s Great America  Vereinigte Staaten 40 ha
159. Plopsaland Deutschland  Deutschland 40 ha
160. Nigloland  Frankreich 40 ha
161. Safaripark Pombia  Italien 40 ha
162. Terra Mítica  Spanien 40 ha
163. Lagoon  Vereinigte Staaten 38 ha
164. Alabama Adventure & Splash Adventure  Vereinigte Staaten 36 ha
165. Isla Mágica  Spanien 36 ha
166. Etnaland  Italien 35 ha
167. Futuroscope  Frankreich 35 ha
168. Happy Valley (Shenzhen)  Volksrepublik China 35 ha
169. Skyline Park  Deutschland ca. 35 ha
170. Steinwasen-Park  Deutschland 35 ha
171. Walygator Sud-Ouest  Frankreich 35 ha
172. Beijing Shijingshan Amusement Park  Volksrepublik China 34,8 ha
173. Disneyland Resort  Vereinigte Staaten 34 ha
174. Niagara Amusement Park & Splash World  Vereinigte Staaten
175. Lake Winnepesaukah  Vereinigte Staaten 34 ha
176. Parc Astérix  Frankreich 34 ha
177. Shima Spain Village  Japan 34 ha
178. Djurs Sommerland  Dänemark 33 ha
179. Gardaland Resort  Italien 33 ha
180. Walibi Rhône-Alpes  Frankreich 33 ha
181. Kennywood  Vereinigte Staaten 32,4 ha
182. Six Flags Quiddya  Saudi-Arabien 32 ha
183. Legoland Shanghai  Volksrepublik China 31,8 ha
184. Fårup Sommerland  Dänemark 31,2 ha
185. Legoland Malaysia  Malaysia 31 ha
186. Ravensburger Spieleland  Deutschland 30,5 ha
187. Bobbejaanland  Belgien 30 ha
188. Cinecittà World  Italien 30 ha
189. Irrland  Deutschland 30 ha
190. Lagunasia  Japan 30 ha
191. Plopsaland Belgium  Belgien 30 ha
192. Tolk-Schau  Deutschland 30 ha
193. Walygator Sud-Ouest  Frankreich 30 ha
194. Wild- und Freizeitpark Klotten  Deutschland 30 ha
195. Zoosafari Fasanolandia  Italien 30 ha
196. Shanghai Haichang Ocean Park  Volksrepublik China 29,7 ha
197. Plopsaland Ardennes  Belgien 29 ha
198. Legoland Korea  Südkorea 28,1 ha
199. Legoland Dubai  Vereinigte Arabische Emirate 28 ha+
200. Phantasialand  Deutschland 28 ha
201. Belantis  Deutschland 27 ha
202. Kentucky Kingdom  Vereinigte Staaten 27 ha
203. Parc Saint-Paul  Frankreich 27 ha
204. Parc Bagatelle  Frankreich 26 ha
205. Dream World  Thailand 25 ha
206. Enchanted Kingdom  Philippinen 25 ha
207. Freizeitpark Plohn  Deutschland 25 ha
208. Mondo Verde  Niederlande 25 ha
209. Nagashima Spa land  Japan 25 ha
210. Universal Studios Singapore  Singapur 25 ha
211. Yomiuriland  Japan 24,8 ha
212. Canobie Lake Park  Vereinigte Staaten 24 ha
213. Pleasurewood Hills  Vereinigtes Königreich 24 ha
214. Papéa Parc  Frankreich 23 ha
215. Rainbow’s End  Neuseeland 23 ha
216. Emerald Park  Irland 22 ha
217. Toshimaen  Japan 22 ha
218. Leolandia  Italien 20 ha
219. Liseberg  Schweden 20 ha
220. Parque de Atracciones de Madrid  Spanien 20 ha
221. Ramon U-Park  Volksrepublik China 20 ha
222. Yerevan Park  Armenien 20 ha
223. Dutch Wonderland  Vereinigte Staaten 19 ha
224. Jardin d’Acclimatation  Frankreich 19 ha
225. Wunderland Kalkar  Deutschland 19 ha
226. Seaworld Abu Dhabi  Vereinigte Arabische Emirate 18, 3 ha
227. Motiongate  Vereinigte Arabische Emirate 18 ha
228. Oaks Amusement Park  Vereinigte Staaten 18 ha
229. Ferrari World  Vereinigte Arabische Emirate 17,6 ha
230. La Récré des 3 Curés  Frankreich 17 ha
231. Jaderpark  Deutschland 17 ha
232. Pleasure Beach Resort  Vereinigtes Königreich 17 ha
233. Tier- und Freizeitpark Thüle  Deutschland 17 ha
234. Hirakata Park  Japan 16,1 ha
235. Freizeitpark Lochmühle  Deutschland 16 ha
236. Kennywood  Vereinigte Staaten 16 ha
237. Rasti-Land  Deutschland 16 ha
238. Fiabilandia  Italien 15 ha
239. Happy Valley (Guangzhou)  Volksrepublik China 15 ha
240. Parc Saint-Paul  Frankreich 15 ha
241. Potts Park  Deutschland 15 ha
242. Familypark  Österreich 14 ha
243. Legoland Billund  Dänemark 14 ha
244. OK Corral  Frankreich 14 ha
245. Parque de la Costa  Argentinien 14 ha
246. IMG Worlds of Adventure  Vereinigte Arabische Emirate 14 ha
247. Seabreeze Amusement Park  Vereinigte Staaten 14 ha
248. Adventure-World  Australien 13 ha
249. BonBon-Land  Dänemark 13 ha
250. Gorky Park (Minsk)  Belarus 13 ha
251. Lotte World  Südkorea 13 ha
252. Universal Kids Resort  Vereinigte Staaten 13 ha
253. Parc du Bocasse  Frankreich 12,5 ha
254. Arnolds Park  Vereinigte Staaten 12 ha
255. Cobac Parc  Frankreich 12 ha
256. Erse-Park  Deutschland 12 ha
257. Ketteler Hof  Deutschland 11,5 ha
258. Genting Theme Park  Malaysia 11 ha
259. Happy Valley (Peking)  Volksrepublik China 10 ha
260. Jinjiang Action Park  Volksrepublik China 10 ha
261. Movieland Studios  Italien 10 ha
262. Schwaben Park  Deutschland 10 ha
263. Toverland  Niederlande 10 ha
264. Legoland Japan Resort  Japan 9,3 ha
265. Melaka Wonderland  Malaysia 9,2 ha
266. Festyland  Frankreich 9 ha
267. Fun Spot America Kissimmee  Vereinigte Staaten 9 ha
268. Legoland Japan  Japan 9 ha
269. Playmobil FunPark  Deutschland 9 ha
270. Fantasiana Erlebnispark  Österreich 8,8 ha
271. Tivoli  Dänemark 8,3 ha
272. Avonturenpark Hellendoorn  Niederlande 8 ha
273. Drievliet Family Park  Niederlande 8 ha
274. Linnanmäki  Finnland 8 ha
275. Ghibli Park  Japan 7,1 ha
276. Didi’Land  Frankreich cr. 7 ha
277. Fabrikus World  Frankreich 7 ha
278. Nickelodeon Universe  Vereinigte Staaten 7 ha
279. Tibidabo  Spanien 7 ha
280. Fantasilandia  Chile 6,8 ha
281. Azur Park  Frankreich 6 ha
282. Cavallino Matto  Italien 6 ha
283. Ferrari Land  Spanien 6 ha
284. Mirabilandia (Brasilien)  Brasilien 6 ha
285. Adventureland  Vereinigte Staaten 5 ha
286. Cowboyland  Italien 5 ha
287. Freizeitpark Ruhpolding  Deutschland 5 ha
288. Taipei Children's Amusement Park  Taiwan 5 ha
289. Adventureland  Vereinigte Staaten 4,9 ha
290. Sanrio Puroland  Japan 4,5 ha
291. Funny World  Deutschland 4 ha
292. Taunus Wunderland  Deutschland 4 ha
293. Wonderland Park  Vereinigte Staaten 4 ha
294. ZDT’S Amusement Park  Vereinigte Staaten 4 ha
295. Zoomarine  Italien 4 ha
296. Galaxyland  Kanada 3,7 ha
297. Conny-Land  Schweiz 3 ha
298. Ölands Djur & Nöjespark  Schweden 3 ha
299. Happyland New  Schweiz 2,5 ha
300. Adventuredome  Vereinigte Staaten 2 ha
301. Fun Spot America Atlanta  Vereinigte Staaten 1,9 ha
302. Churpfalzpark Loifling  Deutschland 1,8 ha
303. Anjo World  Philippinen 1,5 ha
304. Plopsa Indoor Coevorden  Niederlande 1 ha
305. Plopsa Indoor Hasselt  Belgien 1 ha
306. Böhmischer Prater  Österreich 0,5 ha